# Gaddadanagenahalli, Devanahalli
Gaddadanagenahalli là một làng thuộc tehsil Devanahalli, huyện Bangalore Rural, bang Karnataka, Ấn Độ.